# Anthurium titanium
Anthurium titanium är en kallaväxtart som beskrevs av Paul Carpenter Standley och Julian Alfred Steyermark. Anthurium titanium ingår i släktet Anthurium och familjen kallaväxter. Inga underarter finns listade.